# Крутицкая набережная
Крути́цкая на́бережная — набережная в центре Москвы на левом берегу Москвы-реки в Таганском и Даниловском районах между Новоспасским мостом и железнодорожной веткой. Является продолжением Краснохолмской набережной.

## История
Как и ряд других названий, это возникло в XVIII—XIX веках, сохраняя название существовавшего здесь Крутицкого подворья архиереев Сарайских и Подонских (их епархия находилась в золотоордынской столице Сарай-Бату). Подворье возникло в конце XIII века, а со второй половины XV века стало постоянной резиденцией Сарских и Подонских владык — вплоть до упразднения епархии в 1764 году. Название подворья восходит к названию урочища Крутицы — местности по высокому крутому берегу Москвы-реки.

## Описание
Крутицкая набережная продолжает Краснохолмскую. Начинается от Новоспасского моста от выхода к реке 3-го Крутицкого переулка, проходит на юго-восток, затем на юг и юго-запад с поворотом реки. В начале набережная параллельна Новоспасскому проезду, затем отклоняется западнее и поднимается на возвышенность, переходя в Проектируемый проезд № 1076. При этом перед подъёмом от неё под острым углом, в сторону реки отходит Симоновская набережная.